# Walter Mischel
Walter Mischel (Viena, 22 de febrero de 1930-12 de septiembre de 2018) fue un importante psicólogo austriaco que estudió la personalidad. Se afincó en Estados Unidos, donde fue profesor de la Universidad de Columbia desde 1983, si bien antes había sido profesor en la Universidad de Stanford.
Mischel es famoso por un estudio longitudinal (a lo largo del tiempo), la Prueba del malvavisco, que mostró la importancia del control de estímulos y del refuerzo retardado en el éxito tanto académico como emocional y social. En los años 1960, puso malvaviscos al alcance de un grupo de niños de cuatro años, explicando que podrían coger un malvavisco ahora o esperar unos minutos y coger dos. Tras catorce años de seguimiento, Mischel descubrió que los impulsivos tenían baja autoestima y umbrales bajos de frustración, mientras que los que habían esperado eran personas socialmente más competentes y con mayor éxito académico.

## Contribuciones a la teoría de la personalidad
En 1968, Mischel publicó el controvertido libro "Personalidad y evaluación", que creó una crisis de paradigma en la psicología de la personalidad. El libro analizó el problema en la evaluación de personalidad basada en rasgos, que fue desarrollada por primera vez por Gordon Allport en 1937.
Mischel descubrió que los estudios empíricos a menudo fallaban en apoyar la suposición tradicional fundamental de la teoría de la personalidad, es decir, la idea de que el comportamiento de un individuo con respecto a un rasgo (por ejemplo, sociabilidad) se mantiene altamente consistente en diversas situaciones. Por el contrario, Mischel observó que el comportamiento de un individuo era altamente dependiente de las señales situacionales, es decir, que dependía del contexto.
Mischel sostuvo que el comportamiento está determinado en gran medida por las exigencias de una situación dada y que la noción de que los individuos actúan de manera consistente en diferentes situaciones, debido a la influencia de sus rasgos de personalidad, era un mito.

### Firmas de personalidad contextualizadas
Mischel argumentó que el campo de la psicología de la personalidad buscaba la coherencia en los lugares equivocados. Propuso incluir la situación tal como la percibe el individuo, de manera que al analizar el comportamiento en su contexto situacional, se encontrarían las consistencias que caracterizan al individuo. Argumentó que estas diferencias individuales no se expresarían en un comportamiento coherente de situaciones cruzadas, sino que sugirió que la coherencia se encontraría en patrones distintivos pero estables de relaciones si-entonces, situación-comportamiento que forman "firmas de personalidad" contextualizadas y psicológicamente significativas (por ejemplo, "él / ella hace A cuando X, pero hace B cuando Y").
Estas firmas de personalidad. se han revelado de hecho en un gran estudio observacional del comportamiento social en múltiples situaciones repetidas a lo largo del tiempo.
Contradiciendo los supuestos clásicos, los datos mostraron que las personas que eran similares en los niveles promedio de comportamiento, por ejemplo en su agresión, sin embargo diferían de manera predecible y dramática en los tipos de situaciones en las que exhibían agresión. Como predijo Mischel, se caracterizaron por firmas altamente conductuales psicológicamente informativas si-entonces. Colectivamente, este trabajo ha permitido una nueva forma de conceptualizar y evaluar tanto la estabilidad como la variabilidad del comportamiento que produce el sistema de personalidad subyacente y ha abierto una ventana a los procesos dinámicos dentro del propio sistema.

### Autocontrol
A fines de los años sesenta y principios de los setenta, Mischel fue pionero en el trabajo que iluminaba la capacidad de retrasar la gratificación y ejercer el autocontrol frente a fuertes presiones situacionales y tentaciones emocionalmente "calientes".
Sus estudios con niños en edad preescolar a fines de la década de 1960, a menudo denominados "el experimento del malvavisco", examinaron los procesos y los mecanismos mentales que permiten a un niño pequeño renunciar a la gratificación inmediata y esperar una recompensa mayor pero tardía. La prueba fue simple: el supervisor le daría al niño la opción de comer un malvavisco inmediatamente o esperar diez minutos y recibir dos malvaviscos (el experimentador esperaba fuera de la sala para no ejercer una presión en la decisión del niño).
Años después, Mischel llevó a cabo un seguimiento con los padres de esos niños y encontró una asombrosa correlación entre aquellos que tuvieron dificultades para retrasar la gratificación y lograron tasas más altas de obesidad y niveles de rendimiento académico inferiores al promedio más adelante en la vida. En cambio, los niños que pudieron esperar para comerse dos malvaviscos tuvieron un índice de masa corporal más bajo y puntajes de prueba estandarizados más altos.
Incluso, apareció un marcado contraste al estudiar a los niños que fueron criados por padres por debajo de la línea de pobreza en comparación con los niños cuyos padres tenían educación universitaria. Una porción significativamente mayor de los niños de bajos ingresos se comió la golosina, justo a la inversa de las contrapartes que esperaron.
Este trabajo también abrió una ruta para investigar los mecanismos mentales que permiten el autocontrol cognitivo y emocional.